# Urbain Jamar
Gaspard Urbain Jamar (Onze-Lieve-Vrouw Tielt, 10 juli 1876 - Borgerhout, 20 januari 1940) was een Belgisch onderwijzer, redacteur en politicus voor de BWP.

## Levensloop
Jamar was onderwijzer in Kortrijk-Dutsel in de provincie Brabant, waar hij in 1895 ook gemeenteraadslid werd. In 1899 werd hij aangeworven bij het stedelijk onderwijs in Antwerpen. Hij sloot toen ook aan bij de socialistische BWP en werd in 1911 secretaris van de Antwerpse afdeling van deze partij. Tevens werd hij in 1913 secretaris van de Antwerpse Werkersbond.
Tijdens de Eerste Wereldoorlog verbleef hij in Nederland en militeerde er voor de Stockholmbijeenkomsten die de vrede betrachtten. Hij was er de rechterhand van Modeste Terwagne, de voorzitter van de Antwerpse BWP-afdeling die in Den Haag de Belgische propagandadienst L'Office belge en Het Belgisch Dagblad leidde. De Belgisch-nationalistische koers van Terwagne veroorzaakte een conflict met de Vlaamsgezinde Camille Huysmans en de Bond van Belgische Arbeiders in Nederland (BBAN), een organisatie van uitgeweken Belgische socialisten. In dit conflict koos Jamar de zijde van Huysmans en werd hij hoofdredacteur van het door de BBAN opgerichte tweetalige weekblad De Belgische Socialist - Le Socialiste belge.
Na het einde van de oorlog werd Jamar redacteur bij de Volksgazet. Daarna werd hij in november 1919 verkozen tot lid van de Kamer van volksvertegenwoordigers voor het arrondissement Antwerpen, wat hij bleef tot in juni 1920. Pas verkozen werd hij echter gearresteerd, nog voor hij de eed kon afleggen. Modeste Terwagne, die als voorzitter van de Antwerpse BWP-afdeling na de oorlog vervangen was door Camille Huysmans, beschuldigde Jamar ervan dat hij bij de Duitsers een zeker Pannecoucke als Belgisch spion had verklikt. Jamar ontkende maar werd tot zes maanden cel veroordeeld en voor vijf jaar beroofd van zijn politieke rechten. Om die reden, toen hij in 1925 opnieuw verkozen werd, werd de verkiezing ongeldig verklaard.
In 1929 werd Jamar opnieuw verkozen tot Kamerlid. Ditmaal kon hij dit mandaat wil opnemen, dat hij vervulde tot aan zijn dood in 1940. In 1932 werd hij gemeenteraadslid van Borgerhout, een functie die hij ook uitoefende tot aan zijn dood.